# 国民革命军第七军
国民革命军第七军是中华民国国军主力之一，原為新桂系軍閥部队。曾参加统一广西、滇桂战争、北伐战争、宁汉战争、蒋桂战争、中原大战、國共內戰、抗日战争，获誉“钢七军”。最终于1949年11、12月间，在广西博白地区，被解放军第二野战军陈赓第四兵团、第四野战军43军围攻，全部被消灭。

## 李宗仁时期

### 廣西統一戰爭
第七軍的成立基礎为李宗仁、黃紹竑在軍事生涯開始所帶領的部隊。民國九年（1920）第一次粵桂戰爭後，靖國滇軍獨立營營長李宗仁率部脫隊，投靠由龍繼光前部屬獨立出來的黃業興指揮的的桂粵邊防軍，開始在廣東軍閥下任職。民國十年（1921），李宗仁在部下尹承綱的獻策，慫恿桂粵邊防軍中的廣西籍官兵脫隊獨立，呼應其號召的廣西籍官兵有千餘人。
離開黃業興指揮後，李宗仁帶著號召來的部隊轉移到六萬大山駐紮躲避追擊，並連絡上陳炯明投靠廣東軍政府，得到國民政府收編，千餘名廣西官兵整編為11個連，改名為「粵桂邊防軍第三路」。司令李宗仁:55。第二次粵桂戰爭後，廣東軍閥進入廣西省後，李宗仁將自己的粵桂邊防軍部隊轉移駐紮鬱林，並吸收在陸軍小學時代的廣西籍軍官同學部隊壯大陣容，並稱為定桂軍。在陳炯明與孫中山決裂後，李宗仁趁此時機脫離廣東國民政府統治，並以鬱林為統治根據地發展。
黃紹竑則是擁護孫中山的廣西實力派軍人馬曉軍的屬下，因陳炯明在1922年與孫中山決裂，廣東軍閥藉此退出廣西省，廣東部隊的撤離使在廣西的親孫部隊遭到舊桂系反撲喪失地盤，退守梧州，馬曉軍將這批部隊託付給黃紹竑指揮後離開廣西，投靠孫中山，這批部隊名為討賊軍。李宗仁、黃紹竑與一群廣西籍的年輕軍官構成了新桂系的發展基礎。李、黃同盟軍發展初期消滅了陆云高的勢力，使兩邊的控制區聯繫，並獲得了西江的通航權。在1924年，部隊改名為定桂討賊聯軍。總指揮李宗仁、副總指揮黃紹竑、總參謀長兼敵前總指揮白崇禧。下轄10個縱隊、6個游擊支隊，總和兵力約一萬人。
定桂讨贼联军先是在1924年初與沈鴻英合作，奪取陸榮廷所控制的地盤。在陸榮廷被擊潰後，於1925年4月主動出擊，擊潰沈鴻英，取得廣西省境的軍權。在滇桂戰爭期間，雲南軍閥唐繼堯派遣由龍雲、胡若愚、林俊廷指揮的3萬餘部隊入侵廣西省，在獲得廣州政府派遣的范石生部隊支援，新桂系成功擊潰的雲南部隊。在1925年間，新桂系重整部隊後，編制有9個旅、25個團，總和兵力約3萬餘人。
民國十五年（1926）年初，廣州國民政府派遣汪精衛、譚延闓至梧州，與李宗仁討論同盟問題，在多度磋商後於3月15日獲得共識，3月24日，定桂討賊聯軍接受廣州國民政府改編，更名為国民革命军第七军，軍長李宗仁、參謀長白崇禧、黨代表黃紹竑，下轄七個旅、2個獨立團、1個訓練團，總兵力達23個團、4万余人。第七軍的主要指揮結構仍維持相當的獨立性，國民政府並無干預任命與調整編制之權限，因此第七軍仍存在旅一級編制，僅安插了中国共产党党员黄日葵出任第七军政治部主任。

### 北伐戰爭
第七軍改編後參與的首場戰役在民國十五年5月，因湖南軍閥唐生智在省內鬥爭中敗於其它湖南部隊，因此向廣州國民政府提出歸附，並請求國民政府派兵援助。在磋商後，國民政府派遣由第七軍第八旅（旅长钟祖培）組成的北伐先遣隊進入湖南援助唐軍。第8旅下轄之第15團至5月12日抵達湖南衡陽市與唐生智部隊會師。至5月28日，第8旅已全軍進入湖南省，在5月底的作戰中與唐生智部隊共同擊退湖南軍閥的部隊。6月5日，广州国民政府正式宣言出师北伐。
國民政府誓師北伐時，第七軍由李宗仁指揮第1、2、7、8四個旅、12個團，總和約2萬餘人出征，3、4、5、6、9五個旅、8個團黃紹竑指揮，為廣西留守部隊。白崇禧因升任北伐军代参谋总长，另委王应榆为第七军参谋长。出征軍的政治部主任由麦焕章擔任，留守軍的政治部主任則是黄日葵續任。第七軍出征部隊在北伐期間沿粵漢鐵路北上，與国民革命军第四军、国民革命军第八军偕同作戰，在8月12日佔領長沙，在8月下旬的汨羅江追擊戰鬥、汀泗橋戰鬥、賀勝橋戰鬥等戰役持續擊敗吳佩孚所控制的部隊，在9月份圍攻武昌。
在吳佩孚部隊遭到重創後，孫傳芳開始發兵向北伐軍攻擊，国民革命军总司令蒋中正在8月底命令第七军沿長江而下，進入江西省與孫傳芳部隊對抗。9月下旬，在箬溪戰鬥中擊敗浙江陸軍第四師，並成功擊殺該師師長，孫傳芳的親信將領謝鴻勛。10月3日，第七軍在德安勝利，控制南潯鐵路的中繼點德安，使孫傳芳藉由鐵路從長江下游省分運輸部隊增援江西的方式無法實現。在10月中王家舖戰役中，第七軍與國民革命軍第一師合作擊潰孫傳芳的同盟，安徽軍閥陳調元所率領的第五方面軍。在九仙嶺戰役中，俘虜獨立第一旅旅長杨赓和、陸軍第四旅旅長崔景贵。
在江西省的一系列作戰中，第七軍陣亡的高級軍官為吕演新、陆受祺、吴铁英，基層軍官傷亡三分之一，2萬餘士兵傷亡4千餘人，因第七軍的作戰英勇受获蒋中正之通电嘉勉，被国民政府及民间称为“钢军”。
民國十六年（1927），第七軍繼續沿長江而下進入安徽省。第七軍的進軍順利使得與孫傳芳同盟的陳調元向武漢國民政府輸誠，將部隊改編為國民革命軍第三十七軍，孫傳芳在安徽省的防禦也因此瓦解。3月初第七軍抵達安庆、3月中旬进入芜湖。進入安徽後，第七軍在4月首度與張宗昌率領的直魯聯軍作戰，擊敗馬濟所指揮的直魯聯軍第十四軍。
1927年4月，四一二清党。在寧漢分裂期間，新桂系在3月份與蔣中正的秘密會面中同意支持南京國民政府，第七军在南京以西采石矶監視與武漢國民政府關係較緊密的国民革命军第六军。第六军军长程潜，党代表林祖涵（即林伯渠）潜逃武汉。第七军随后在第一军第二师（师长刘峙）中逮捕中国共产党员，并监视第一军第一师、第二十一师，使蒋中正顺利撤销薛岳、严重之师长职务。
民國十六年5月，南京政府組織部隊跨越長江北伐，第七軍副軍長兼第一师师长夏威因北伐戰功接任第七军军长。

## 夏威時期
蒋中正下野與孙传芳潰敗
1927年6月23日，第七军開始第二期北伐，朝山東省北部進軍，25日占领嶧縣，27日，在臨城擊敗馬玉仁率領的直魯軍，馬玉仁於此役遭第七軍所擒。
寧漢分裂後，武漢汪兆铭政府因無法和中國共產黨繼續合作，卻也不願屈就南京蔣中正政府，因此與唐生智、张发奎聯手東征南京，希望取得國民政府主導權；李宗仁在這場北伐勢力分家的衝突中與蔣中正同盟，因此將原先進入山東的第七軍調回駐防安徽省芜湖、安慶一线。第七軍南調後，直系孙传芳，直鲁系许琨、徐源泉等组成联军在1927年7月下旬向徐州反撲，由蔣中正指揮的國民革命軍第十軍敗給直魯聯軍，徐州失守；隨後長江以北所有北伐成果均由孙传芳军奪回。第七軍在李宗仁指示下放棄安慶防線，將防線收攏至芜湖到南京一帶；在第七軍收縮防線之際，唐生智東征軍推進至安慶，集結東攻。
1927年8月1日，中國共產黨南昌兵變；1927年8月12日，蒋中正辭職下野；武漢政府與南京政府因反對目標消失暫時止戈，同心對付南攻的直魯聯軍。8月24日，孙传芳动员11个整建制师又6个混成旅的部队，倾巢南犯，自南京乌龙山、栖霞山、龍潭三处渡江，該役後世稱龍潭戰鬥；部队渡江后，船只悉数开往北岸，以示破釜沉舟，有进无退之决心。8月下旬，第七軍第2師與第十五軍第2師合編為國民革命軍第十九軍（軍長胡宗铎）；8月25日至9月1日，第七军、第十九军与何应钦国民革命军第一军偕同擊潰孫傳芳部隊，雖然北伐軍傷亡8千餘人，然而這場勝仗讓孙传芳在之後影響力大衰，此后淡出中国政坛。夏威因戰功晉升上将。
寧漢戰爭與新桂系全盛期
孫傳芳覆滅後，南京與武漢層峰之間爭奪首領的衝突再度引爆；9月11日的寧漢合流後會議汪兆銘不甘屈居於新桂系之下，因此在1927年9月下旬，汪兆銘與唐生智集結第四集團軍大部兵力（7個軍，10個暫編師）東征南京，是為寧漢戰爭。
作為新桂系主要部隊的第七軍，在10月5日搶先將一直與孫傳芳關係無法割捨的國民革命軍第二十七軍（10月1日編號遭撤，縮編為獨立第3師）（軍長王普）繳械，部隊編入第七軍第2師；10月19日，南京國民政府發布“西征讨唐令”，編組西征軍對抗東征軍，總指揮李宗仁。10月25日，第七軍、第十九軍奪回安慶，擊潰由高桂滋率領的暫編第十九軍；西征軍隨後一路西進，1927年11月初，在蕲春、兰溪擊潰国民革命军第三十五军（軍長何键）與国民革命军第三十六军（軍長刘兴），主要部隊折損過重的唐生智通电下野，流亡日本；11月15日，第七军进驻武昌，第十九军进驻汉口，雖然在11月時唐生智尚有7个军又7个独立师退入湖南省，李宗仁派遣原任第四集團軍参谋长张华辅勸降，雖未成功，但湖南的殘餘兵力但已無續戰意志，寧漢戰爭由新桂系獲勝結束。
繼唐生智後，素與汪兆銘交好的张发奎在1927年11月17日在广州发动政变，企图刺杀新桂系主要核心人物黄绍竑，但未成功。駐武漢的第七軍隨即及南調廣州，與1927年初以原留守廣西的第七軍4·5·6師擴編之国民革命军第十五军（軍長黄绍竑）協力，圍剿張發奎勢力。1927年12月，第七軍、第十五軍與国民革命军第四军交戰，许志锐战死，黄镇球重伤，余部无力再战，由薛岳、缪培南、朱晖日率领逃往江西，第四军元气大伤，张发奎、黄琪翔下野流亡海外。在張發奎下野後，第十五軍长期驻防粤北，直至蒋桂战争结束。
1928年1月初，国民政府与驻湘第四集团军之谈判全面破裂。1月15日，国民政府下令讨伐。1月17日，第七、十九军在白崇禧指挥下进占通城，21日，攻占平江，27日，经激战后克复长沙，随后，攻占宝庆、衡阳。唐军余部请和，接受改编。
第一次蒋桂战争與第一次解編
在第七軍於華南征討時，蔣中正在1928年1月4日復職，北伐軍繼續第二期北伐；1928年7月，北京張學良政府接受改編，南京國民政府的北伐战争完成形式上的胜利，隨即計畫整編現有兵力。
1928年10月，第七军按照南京国民政府指定整编为國民革命軍第15师，隶属第四集团军（總司令李宗仁），夏威任师长，辖四旅：第四旅旅长李明瑞，第五旅旅长李朝芳，第六旅旅长尹承纲，第七旅旅长杨腾辉，形式上此為第七軍第一次解編。
1929年2月20日，唐生智降將何健向夏威、胡宗鐸謊稱驻湖南之第18師（師長鲁涤平，兼湖南省政府主席）绕过集团军总司令部，秘密从蒋中正处得到大批军械；15、52师（師長葉琪，由國民革命軍第十二軍改編）在未徵得李宗仁指示的情況下，朝18師、50師（師長谭道源）發動攻擊；2月21日，15師佔領长沙將18師缴械，50師則被52師給逐退至湘西；此為蔣桂戰爭的序幕。鲁涤平赴南京申冤後，3月份起蔣中正與李宗仁間的政治折衝便持續增溫，蔣中正自日本請回唐生智說服舊部挺蔣藉以裂解第四集團軍；夏威因喉疾委託李明瑞暫代指揮，1929年，4月2日，李明瑞、杨腾辉通电拥护南京国民政府，除了自己所轄旅，也買通第五、第六旅各一團倒向南京政府。
4月3日，冯玉祥部10万人由河南、國民革命軍第三軍由江西兩路攻入湖北。夏威率残部逃离武汉，退往鄂西；駐華中一代的新桂系將領因無法有效控制部隊，在4月21日分別通电下野，避居香港；15师餘部一部份由李明瑞收编，一部份由张发奎、薛岳收编。

## 李明瑞时期

### 回师广西
1929年4月7日，蒋中正任命李明瑞為第15師師長、杨腾辉为第57师师长。5月，因李宗仁、黄绍竑、白崇禧率领第十五军6个师在广西继续抵抗，蒋遂命李、杨率军回桂，陈济棠、陈铭枢率粤军，何键率湘军全力配合。6月2日，李、杨率军由广东攻入广西，半个月后攻抵南宁，李、黄、白见情势已无可挽回，遂通电下野流亡香港、法属安南（今越南），将余部约3个师交由吕焕炎统领，嘱其向俞作柏、李明瑞投诚，后被国民政府编为新编第十六师，吕焕炎任师长，另编蒙志独立旅。

### 联共反蒋
俞作柏、李明瑞主政广西后，随即引入邓小平、张云逸、陈豪人等共产党人进行活动，宣传苏维埃革命；解散国民党各级党部；并将关押在监狱中共产党员全部释放；在广西各地组织农民武装自卫军；任命张云逸为南宁警备司令。
1929年10月1日，俞、李二人在南宁发表宣言，公开反蒋。南京国民政府立即将俞、李二人免职，任命吕焕炎为广西省政府主席，第15師第44旅旅长黄权升任第15师师长，10月7日，命粤军陈济棠部3个师入桂平叛。

## 楊騰輝時期
第二次蒋桂战争，第七軍重組
1929年11月中，李宗仁由越南海防出发抵达南宁，时参加“湖北讨桂之役”的张发奎、薛岳与新桂系联络共同反蒋，遂决定组成桂张联军，首先攻粤以解后顾之忧。
李宗仁委任杨腾辉重建第七軍，辖2个师：國民革命軍第5師（師長黄权）、國民革命軍第8師（師長梁重熙）。
11月26日，联军分路东下，“第二次蒋桂战争”爆发。12月10日，张发奎部进抵广州西郊花县，广州市区已闻炮声；因张发奎、薛岳决心要以自己力量击败陈济棠、陈铭枢（张部在北伐战争时称“前线第四军”，陈部称“后方第四军”），而拒绝第七、第十五军助战，最终大败，所部伤亡过半；12月14日，张部撤退，桂军随后撤退；粤军蔡廷锴部跟踪追击，进占桂东重镇梧州。
此时，蒋中正命中央军朱绍良、谭道源、毛炳文等部由粤北向桂林进攻。
1930年1月，李宗仁命白崇禧率第七军及第十五军梁瀚嵩师在桂林迎击朱绍良中央军，命黄绍竑第十五军、张发奎第四军在桂东迎战陈济棠粤军。白崇禧命杨腾辉第七军在漓江西岸设伏，令梁瀚嵩师过江佯攻诈败，谭道源、毛炳文中计，倾巢追击，结果遇伏大败，白崇禧率部追击，在马岭、栗木、龙窝、八步四战四胜，2月10日，朱绍良中央军全部撤出广西。2月16日，桂东的黄、张联军却在北流戰鬥中被蒋光鼐、蔡廷锴、余汉谋、香翰屏四师击溃，伤亡惨重。
中原大戰
1930年3月，新桂系通電反蔣中正南京政府，加入反蔣聯盟軍，第七軍改名為「護黨救國軍」第七軍，下轄國民革命軍第15師、19師、21師。1930年5月中原大战期間，第七军自廣西北上進軍湖南；6月8日攻占岳陽，後占領長沙，迫近武汉。新桂系領袖李宗仁原本對這次北伐充滿信心，還委託了香港的印鈔廠印製中国国民银行钞票預定在攻下武漢後公開流通。
但是在6月中，國民革命軍所屬粵軍系統蔣光鼐率3個師奪取衡陽，第七軍等北伐軍被阻斷後路。面對遭到包抄的局勢，白崇禧北上直取武汉；薛岳提议东下进攻南京；黄绍竑连电要求迅速回援，最後李宗仁決定暫停北攻救援衡陽。6月18日，第七軍開始朝衡陽城攻堅，但未能攻克反導致新桂系部隊在7月1日起被陈铭枢率第十一軍包抄，新桂系在該役損失慘重。第七军军长杨腾辉重伤；而原本退往湖北、湘西、江西等地的中央軍逐漸包圍衡陽。李宗仁為避免部隊全滅下令分路突圍。

## 陕军冯钦哉部使用第七军番号时期
蒋桂战争后，桂军长期使用国民革命军第七军番号，不接受南京国民政府统领。
1930年中原大战中，杨虎城部扩编为国民革命军讨逆第十七路军，冯钦哉任第四十二师师长。1932年，冯钦哉部被南京国民政府授予第七军番号，任军长兼第42师师长。
1936年12月西安事变中，冯钦哉拒绝服从杨虎城的命令，并向南京方面表示“当即勉效前驱”。1937年1月蒋介石将冯钦哉部扩编为国民革命军第二十七路军，下辖两个师。至此，国民革命军第七军番号空出。
1937年2月，桂军接受中央统一番号，原使用的国民革命军第4集团军番号取消，改为国民革命军第五路军，总兵力约5万人。下辖的第七军军长廖磊，辖第170、171、172师。

## 廖磊時期
1930年10月，第七軍軍長由原本第七軍副軍長廖磊升任取代楊騰輝職務，副軍長周祖晃。此時第七軍下轄國民革命軍第19師、21師，軍司令部設於百色。
第七軍隨後開始對廣西境內的中國共產黨根據地實施綏靖，多度與紅軍交戰。
湘江战役
1934年湘江战役中，廖磊第7军、夏威第15军重创彭德怀红三军团红5师（原红7军）；全歼红军少共国际师；重创红五军团，其中红34师被全歼；几全歼红八军团（仅周昆、罗荣桓个别除外）。期间，第7军副军长覃连芳发现中央军周浑元一部有入桂迹象，遂对其突袭缴械，在得到蒋介石不进入广西承诺后，才将这批人枪交还。

## 周祖晃時期
淞沪会战
1937年7月7日，芦沟桥事变爆发。7月17日，蒋中正在庐山发表《国民政府自卫宣言》，8月2日，蒋中正任命白崇禧为军委会参谋次长，次日，白崇禧飞往南京；8月28日，国民政府任命李宗仁为第五战区司令长官，新桂系部队立即编成国民革命军第十一集团军（总司令李品仙上将）、第二十一集团军（总司令廖磊上将）北上抗战，第十六集团军（总司令夏威上将）则留驻广西。第七軍編入第二十一集團軍戰鬥序列，因軍長升任升任集團軍總司令，故由原副軍長周祖晃中將接任第七軍軍長。
1937年10月，蒋中正命廖磊全军赶赴上海参加淞沪会战。此役，第二十一集团军因首次与现代化日军进行立体作战，损失严重，其主力部队第七军、國民革命軍第四十八軍少将以上高级将领夏国璋、庞汉祯、秦霖等3人阵亡、另重伤两人，基层官兵伤亡过半。
在战败撤退时，廖磊主动提出为友军朱绍良部断后。11月12日，第二十一集团军退出上海，第四十八军撤至常熟，第七军则在吴兴、长兴阻击日军第6师团，26日，因长江江阴要塞失守，日军蜂拥登陆，第二十一集团军乃奉命退往浙西。
在第五战区战场上，第七、第四十八军在合肥滁县阻滞南京方面日军荻洲立兵第13师团北上增援，3月，一度克复江浦，震动南京。
徐州会战
因要地宿县失守，而年初韓復榘以失守山东被执行军法，故为明正军纪，将第七军军长周祖晃撤职查办，第七军第一七一师师长杨俊昌判入狱10年（抗战胜利后方获释），由第二十一集团军参谋长张淦接任第七军军长。

## 張淦時期
武汉会战
1938年8月4日，第七、第四十八、第八十四军与日军第6师团展开黄广会战（黄梅广济），8月26日，李品仙指挥第31军克复太湖、潜山，切断第六师团退路，日军据险死守，并施放大量毒气，新桂系第十一、二十一两集团军虽顽强进攻，但牺牲惨重；30日，稻叶师团得到冈村宁次派出3200余生力军补充后，遂发起反攻，白崇禧在预备队用尽后，被迫于9月6日下令撤退。

## 鐘紀時期
第七軍軍長張淦升任第二十一集團軍總司令，由鐘紀接任第七軍軍長。夏威是第四战区副司令长官。
两淮战役
1946年4月，内战加剧，李品仙受任安徽省政府主席兼徐州绥靖公署副主任，夏威受任第八绥靖区司令官，以第七军（军长钟纪）为主力连续发动泗县战役、两淮战役，击溃数倍于己的解放军，致使毛泽东决定将华东野战军实际指挥权由陈毅转交粟裕，以挽回颓势。在泗县战役中，南、北城门皆为解放军所破，然在此后惨烈的巷战、白刃战中，两路解放军又皆被第七军逐出城垣，造成此后泗县战役国军方面的全胜之局；两淮战役中，第七军与整编第七十四师精诚合作，打出了国军罕见的默契配合、守望相助的经典战例，既连中央军系统内部之间亦屈指可数。
山东战场
1947年4月，由第七军、第四十八军（军长张光玮）组成张淦纵队转战山东战场，5月10日，第七军向沂水发起猛攻，在蒙阴坦埠粟裕决心调动华野6个纵队优势兵力，与沂水守军里应外合围歼第七军。然5月11日晚，粟裕连续收到沂水竟已被第七军攻陷，守军全部被歼，且第四十八军“失踪”去向不明的情报。国军第一兵團司令官湯恩伯探知坦埠为解放军华野司令部所在地，且华野主力向沂水方向运动，坦埠空虚之情形后，遂命張靈甫之整編第七十四師為前鋒向坦埠展开急攻。粟裕判断此时继续围攻第七军过于冒险，最终决定调整部署围歼整编第七十四师。华野于5月12日至16日发动孟良崮战役，令整编第七十四师自师长张灵甫以下3萬余人牺牲。有资料表明，桂系重要人物军令部第一厅中将厅长刘斐是共谍，国军重点进攻山东计划，整编第七十四師襲擊坦埠行動，其后的徐蚌会战计划，刘都通报解放军。
孟良崮戰役後，第七軍因增援整編七十四師不力，但軍長鐘紀未受追责。
1947年7月25日，国民政府明令公布“陆军少将李本一着即免官，并剥夺原授该员之忠勤勋章及陆海空军甲种一等奖章、干城甲种一等奖章、华胄荣誉奖章”，经过军事法庭的审理，李本一“擅入首都敲诈勒索与孟良崮战场救援不力”的罪名成立，被判处“有期徒刑15年，剥夺公权10年”，后经运作改判为有期徒刑3年。1947年8月，解放军晋冀鲁豫野战军发起千里跃进大别山战略进攻，国民政府于1947年10月任命白崇禧为国防部九江指挥部主任。李本一在监狱服刑三个月，就被国防部长白崇禧保释重回第七军任副军长。白崇禧依靠在安徽皖中地区的第七军、第四十八军，并在武穴的李良城的第二十八军，1947年12月初从东南向西北平推清剿大别山区的刘邓部队。解放军避开战力较强的中央军和桂系部队，不停的打击战力较弱的粤军，滇军，使得国军对大别山地区的进攻陷入胶着。但白崇禧的坚壁清野、堡垒战术，亦使刘伯承部处境艰难，被迫于次年1月撤离大别山地区，向北与陈粟三野靠拢。

## 李本一時期
1948年3月，钟纪调任第八绥靖区任副司令官，李本一继任军长，隶属第三兵团。担任鄂东地区守备。1948年9月授陆军中将，任第三兵团副司令官兼第七军军长。

### 华中防线流产
1949年5月8日，桂系骨干安徽省政府主席兼保安司令张义纯在浙西开化被解放军刘伯承部俘虏。5月9日，白崇禧电令胡琏第十二兵团由上饶开赴南昌，据险防守；令闽南刘安琪第二十一兵团西进赣南大庾岭坚守；结果胡琏按照蒋中正之意，率部撤往粤东潮汕地区，刘安琪亦拒不从命。刘伯承二野遂会同林彪四野分三路向武汉合围。
5月14日，第十一兵团司令官鲁道源向白崇禧报告，河南省政府主席兼第十九兵团司令官张轸准备向解放军投诚，15日，白崇禧令第七军袭击第十九兵团司令部抓捕张轸，张得悉脱逃在第一二八军军部宣布投降解放軍，该兵团一二七军军长赵子立不愿降共，当夜解放軍四野渡过长江，17日，白崇禧率国军各部向湖南撤退，武汉沦陷。

### 唯一之胜利
8月中旬，因陈明仁部原先已编入四野战略的近10万大军已不复存在，且成为敌人，导致林彪企图在长沙地区歼灭白崇禧集团的计划失败，林彪命第四野战军展开追击，林部勇将钟伟之第49军尤其大胆急进，8月15日至17日，在湘南青树坪遭到张淦第三兵团的围攻，损失严重。国军方面宣称此役歼灭解放军约20,000人，而解放军方面公布有伤亡3,000多人，另有13,000余人因暑疫病倒。
9月9日，毛泽东在致林彪、邓子恢的回电中称白崇禧是“中国境内第一个狡猾阴险的军阀”。

### 衡宝战役
青树坪一役后，白崇禧犯下其军事生涯最大之错误，白氏既未听取张淦的建议：会同黄杰第一兵团、徐启明第十兵团、鲁道源第十一兵团、刘嘉树第十七兵团，向长沙趁胜大反攻（其中张、徐、鲁三个兵团为桂系嫡系），一决生死；也未听取夏威之意见：趁解放軍亟需休整，无暇南下，将30余万正规军全部撤入广西大本营，再发动100万民团武装，固险据守。白崇禧选择了将主力留在湘南，观察局势。
9月22日，解放軍叶剑英、陈赓、邓华部野战军并曾生的两广纵队等近30万大军，翻越粤北五岭山脉，进攻广东。
10月1日，中共在北平建国。2日，林彪抓住战机发动了衡宝战役，以13个师17万人的兵力将桂系精锐第七军第一七一、第一七二师及军部直属部队，第四十八军一三八师、一七六师包围，激战至11日，仅第七军军长李本一率第一七二师1个团，及一三八师师长英彦率该师大部逃出。这4个师是三大战役后国军最后的精华，尤其是第七军2个师的不复存在严重打击了西北、西南、华南各地国军的士气。（注：第七军第二二四师、第四十八军军长张文鸿及第一七五师未参加此战）

### 广西沦陷与桂系消亡
衡宝战役后，白崇禧指挥各部20余万人退入广西，立即以民团总队补充第七军、第四十八军之兵员。
11月初，李品仙、黄杰向白提出全军撤往越南，法国军队若有阻拦，即以武力解决；蒋中正则希望白崇禧退往云贵，与胡宗南、宋希濂等构筑大西南防线；雷州半岛、海南岛守将陈济棠、余汉谋、薛岳等则建议白崇禧撤往海南岛。白崇禧在这3个方案间犹豫不决。
林彪则在以四野为主力，并联合二野、三野共计70余万兵力，自北、东、西三面对广西形成合围后，于11月15日发起广西战役。最终白崇禧决定主动向东线二野陈赓兵团进攻，打通前往雷州半岛转往海南岛的通道。以张淦第三兵团（辖第七军、第四十八军、第一二六军）、鲁道源第十一兵团（辖第五十八军、第一二五军）为攻击主力，黄杰第一兵团（辖第十四军、第七十一军、第九十七军）负责阻击自贵州南下的解放军，刘嘉树第十七兵团（辖第一百军、第一〇三军）负责阻击自湖南南下的共军，徐启明第十兵团（辖第四十六军、第五十六军）向钦州龙门港攻击前进，并掩护张兵团南翼。
11月18日，张淦、鲁道源两兵团在粤桂边境的必经通道云开大山宝圩、合江地区，对陈赓第四兵团展开了殊死的进攻，然陈赓部之抵抗亦极其顽强，11月25日，四野第15兵团赶至增援，东线解放军兵力已增至20余万人，余汉谋亦率所部2万余人对解放军后背展开逆袭，企望打开会师之通道。血战至27日下午，张淦向白崇禧报告，所部牺牲过大，已不可能击溃当面之敌；此时黄杰、刘嘉树两兵团防线崩溃，桂林、梧州、柳州等地均告失守，绝望之际，徐启明兵团攻占钦州龙门港。白崇禧立即向蒋中正请求海军赴援，蒋中正随即派遣中华民国海军全部舰艇前往钦州港，林彪部四野各军则以每天100里的行军速度向钦州挺进。
11月28日，白崇禧命令张、鲁两兵团迅速脱离战场向徐启明兵团靠拢。然不幸，由于第七军与鲁道源兵团被陈赓第四兵团死死粘住，未能顺利脱离前线，张淦遂命令第四十八军、第一二六两军及第三兵团直属部队于博白、陆川地区暂停，等待第七军。11月30日，鲁道源兵团大部牺牲，第七军则到达博白，是日夜，第四野战军第43军跟踪追击至博白，陈赓兵团则以每天150里之狂速完成合围。激战至12月6日，最终张、鲁两兵团只有极少数人突出与徐启明兵团会合；号称桂军之花、钢七军的国民革命军第七军于是役后全军覆没，片甲无存。
此前，徐启明鉴于第十兵团已有被合围于钦州的危险，已于12月3日命令只留少数部队留守钦州，兵团主力西进力图与黄杰、刘嘉树两兵团一起，奋力向越南前进；7日，钦州守军全军覆没。最终第十兵团主力覆没于钦州至南宁的公路上，刘嘉树第十七兵团覆没于中越边境的龙州、东兰。12月11日至14日，解放军先后占领镇南关、防城等边境要镇。只有黄杰兵团的第十四军、第九十七军在撤入越南时，建制尚还完整，其他最终逃入越南的桂系将领有：第十兵团正、副司令官徐启明、谭何易，第十一兵团司令官鲁道源，第四十六军军长王佐文，第五十六军军长马拔萃，第一二六军军长张湘泽，连同黄杰所部共约3万人。白崇禧自12月2日起，率领陆续到达钦州湾海面的海军舰只数十艘苦苦等待，最终无一兵一卒登船。
1951年8月24日，第七軍最後一任軍長李本一中將在陈毅强烈要求下，经毛泽东同意，在合肥被中华人民共和国公审处决。民革领导李济深、黄绍竑等曾极力挽救。
韩战爆发后，在撤往越南部队中有2万多人於1952年转运台湾，这些部队渐被播迁台湾的中华民国政府直接控制，不再是新桂系部队。

## 主要将领
陆军一级上将：李宗仁、白崇禧、黄绍竑
陆军二级上将：黄旭初、叶琪、胡宗铎、陶钧、夏威、廖磊、李品仙、刘士毅、韦云淞
其他将领：夏国璋、钟毅、周元、钟祖培、杨腾辉、贺维珍、苏祖馨、黎行恕、张淦、陈济恒、阚维雍、陈雄、吕焕炎、伍廷飏、王公度、覃连芳、颜僧武、李本一、莫德宏、张文鸿、徐启明、谭何易、钟纪、张湘泽（少將）、程思远、张光玮、凌压西、冯璜、周祖晃、海竞强、潘宜之、韦永成、张定璠、张义纯、莫树杰、梁重熙

### 特殊人物
俞作柏、俞作豫、李明瑞、刘斐